# Ialoveni
Ialoveni (pol. Jaloweny) – miasto w Mołdawii, liczy 14 tysięcy mieszkańców (2006) oraz ma powierzchnię 31.65 km². Stolica rejonu Ialoveni. Miasto to jest oddalone od Kiszyniowa o 10 km. Ośrodek przemysłu spożywczego.